# Liste der Biografien/Salv
Liste der Biografien |
Portal Biografien |
Personensuche
# |
A |
B |
C |
D |
E |
F |
G |
H |
I |
J |
K |
L |
M |
N |
O |
P |
Q |
R |
S |
T |
U |
V |
W |
X |
Y |
Z |
?
 
Sa |
Sb |
Sc |
Sd |
Se |
Sf |
Sg |
Sh |
Si |
Sj |
Sk |
Sl |
Sm |
Sn |
So |
Sp |
Sq |
Sr |
Ss |
St |
Su |
Sv |
Sw |
Sy |
Sz
 
Saa |
Sab |
Sac |
Sad |
Sae |
Saf |
Sag |
Sah |
Sai |
Saj |
Sak |
Sal |
Sam |
San |
Sao |
Sap |
Saq |
Sar |
Sas |
Sat |
Sau |
Sav |
Saw |
Sax |
Say |
Saz
 
Sala |
Salb |
Salc |
Sald |
Sale |
Salf |
Salg |
Salh |
Sali |
Salj |
Salk |
Sall |
Salm |
Saln |
Salo |
Salp |
Salq |
Sals |
Salt |
Salu |
Salv |
Salw |
Saly |
Salz
Die Liste der Biografien führt alle Personen auf, die in der deutschsprachigen Wikipedia einen Artikel haben. Dieses ist eine Teilliste mit 189 Einträgen von Personen, deren Namen mit den Buchstaben „Salv“ beginnt.

## Salv

### Salva
- Salvà i Campillo, Francesc (1751–1828), katalanischer Arzt und Erfinder
- Salvá Vidal, Bartolomé (* 1986), spanischer Tennisspieler
- Salvá, Héctor (1939–2015), uruguayischer Fußballspieler und Trainer
- Salva, Tadeáš (1937–1995), slowakischer Komponist
- Salvá, Vicente (1786–1849), spanischer Politiker, Bibliophiler, Romanist, Hispanist, Grammatiker und Lexikograf, der vor allem in Frankreich wirkte
- Salva, Victor (* 1958), US-amerikanischer FilmemacherVictor Salva (* 1958)

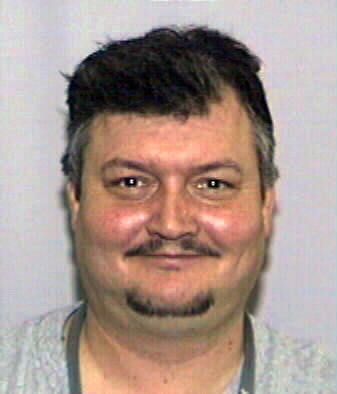
Victor Salva (* 1958)

- Salvacion, Andres, philippinischer Politiker
- Salvacion, Shelby Serhee (* 1992), philippinisch-US-amerikanische Fußballspielerin
- Salvadó, Albert (1951–2020), andorranischer Wirtschaftsingenieur und katalanischer Autor
- Salvador (1931–1973), brasilianischer Fußballspieler
- Salvador Alvarenga, José, salvadorianischer Fischer
- Salvador i Segarra, Josefina (1920–2006), spanisch-valencianische Violinistin
- Salvador i Segarra, Matilde (1918–2007), spanisch-valencianische Komponistin und Malerin
- Salvador, Alexya (* 1980), brasilianische Transfrau und Aktivistin
- Salvador, Ângelo Domingos (1932–2022), brasilianischer Ordensgeistlicher und Hochschullehrer, römisch-katholischer Bischof von Uruguaiana
- Salvador, Bryce (* 1976), kanadischer Eishockeyspieler
- Salvador, David (* 2003), spanischer Motorradrennfahrer
- Salvador, Enrico (* 1994), italienischer Straßenradrennfahrer
- Salvador, Henri (1917–2008), französischer Chansonnier, Gitarrist und Fernseh-ModeratorHenri Salvador (1917–2008)

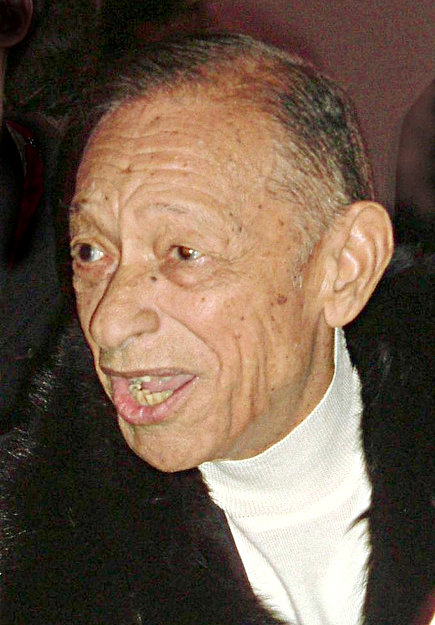
Henri Salvador (1917–2008)

- Salvador, Humberto (1909–1982), ecuadorianischer Schriftsteller
- Salvador, Ileana (* 1962), italienische Leichtathletin
- Salvador, Joseph (1796–1873), französischer Historiker des Judentums
- Salvador, Luis Miguel (* 1968), mexikanischer Fußballspieler
- Salvador, María Isabel, ecuadorianische Wirtschaftswissenschaftlerin, Politikerin und Diplomatin
- Salvador, Patrick (* 1951), französischer Sprinter
- Salvador, Paulo (* 1965), portugiesischer Journalist
- Salvador, Sal (1925–1999), US-amerikanischer Jazzgitarrist und Bandleader
- Salvador, Salvador (* 2001), portugiesischer Beachhandball- und Handballspieler
- Salvador-Daniel, Francisco (1831–1871), französischer Komponist und Ethnomusikwissenschaftler
- Salvadore, Sandro (1939–2007), italienischer Fußballspieler
- Salvadores, Ángela (* 1997), spanische Basketballspielerin
- Salvadori, Andrea (1588–1634), florentiner Dichter und Librettist
- Salvadori, Cesare (1941–2021), italienischer Säbelfechter
- Salvadori, Fabrizio, italienischer Bogenbiathlet
- Salvadori, Giacomo (1858–1937), italienischer Architekt, Bildhauer und Maler
- Salvadori, Giandomenico (* 1992), italienischer Skilangläufer
- Salvadori, Mario (1907–1997), US-amerikanischer Bauingenieur und Architekt
- Salvadori, Max (1908–1992), italienischer Historiker und Antifaschist
- Salvadori, Pierre (* 1964), französischer Filmregisseur und Drehbuchautor
- Salvadori, Remo (* 1947), italienischer Maler und Plastiker
- Salvadori, Riccardo (1866–1927), italienischer Genremaler, Landschaftsmaler, Illustrator und Aquarellist
- Salvadori, Roberto (* 1950), italienischer Fußballspieler
- Salvadori, Roy (1922–2012), britischer AutomobilrennfahrerRoy Salvadori (1922–2012)

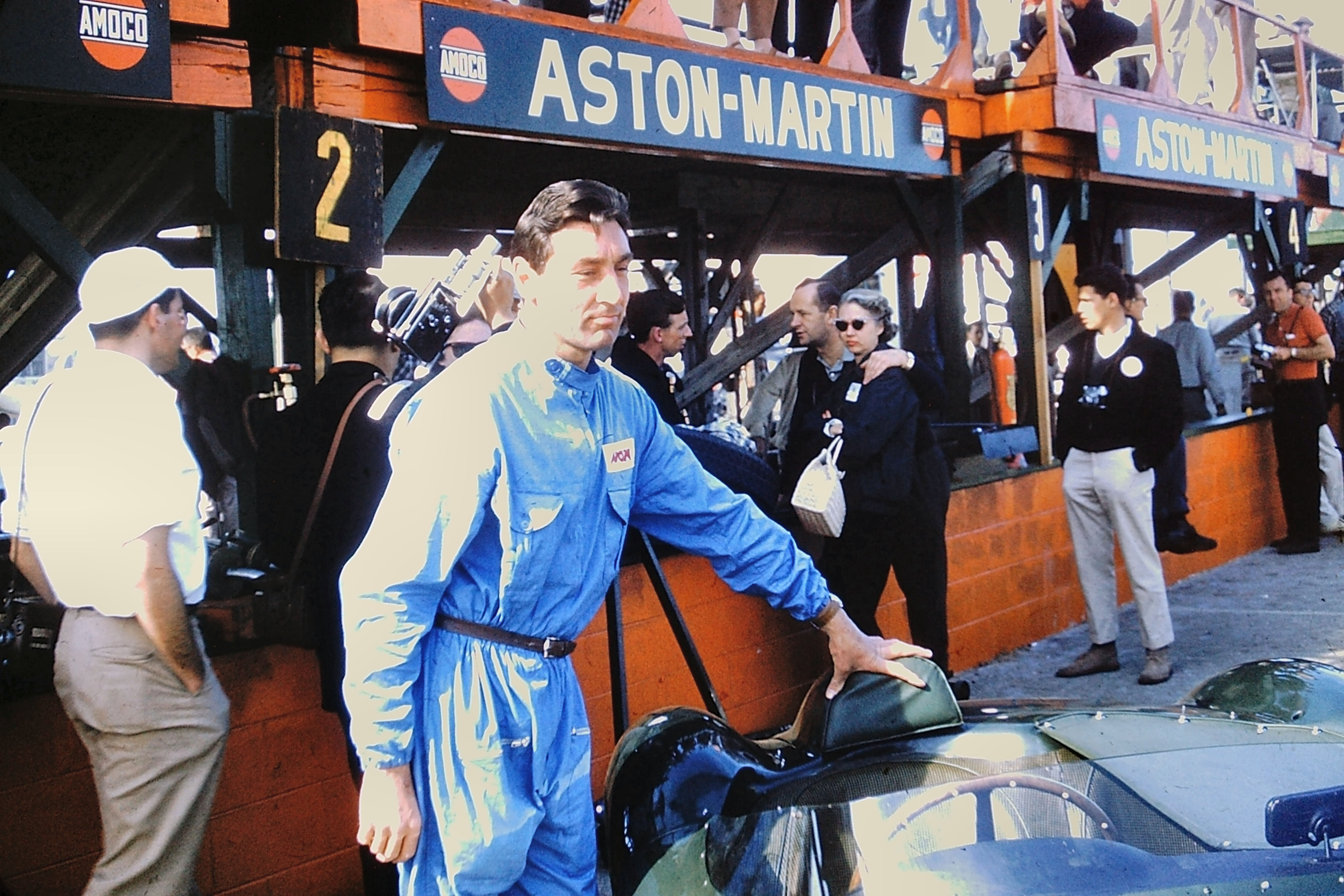
Roy Salvadori (1922–2012)

- Salvadori, Tommaso (1835–1923), italienischer Naturforscher
- Salvagno, Leandro (* 1984), uruguayischer Ruderer
- Salvago Raggi, Giuseppe (1866–1946), italienischer Diplomat und Politiker, Gesandter in China, Ägypten sowie Frankreich und Senator
- Salvago, Agostini († 1567), katholischer Bischof, Erzbischof von Genua
- Salvai, Cecilia (* 1993), italienische FußballspielerinCecilia Salvai (* 1993)

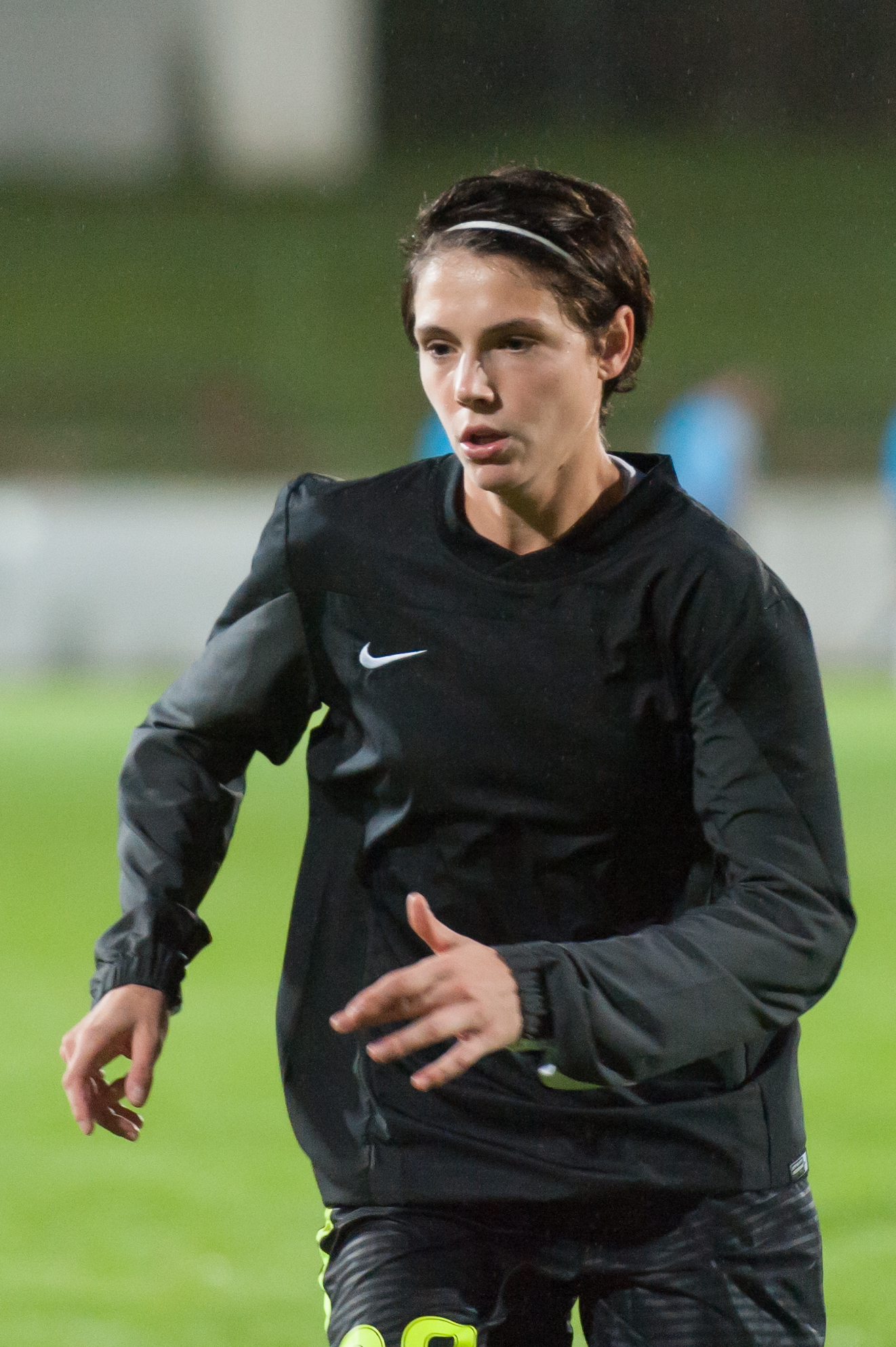
Cecilia Salvai (* 1993)

- Salvamoser, Georg (1950–2009), deutscher Unternehmer der Solarenergiebranche
- Salvandy, Narcisse-Achille de (1795–1856), französischer Politiker
- Salvanh, Antoine († 1552), französischer Steinmetz
- Salvanh, Jean, französischer Steinmetz
- Salvard, Jean-François († 1585), französischer Geistlicher
- Salvat i Sintes, Joaquim (1903–1938), katalanischer Komponist
- Salvat, Joaquim (* 1980), andorranischer Fußballspieler
- Salvat, Josef (* 1988), australischer Elektro-Pop-Sänger
- Salvat, Joseph (1889–1972), französischer Kanoniker, Romanist, Okzitanist und Hochschullehrer
- Salvat, Sebastián (* 1967), argentinischer Rugbyspieler
- Salvat-Papasseit, Joan (1894–1924), katalanischer Dichter
- Salvaterra, Ermanno (1955–2023), italienischer Bergsteiger, Bergführer und Dokumentarfilmer
- Salvaterra, Giovanni Pietro († 1743), italienischer Maler
- Salvati, Giovanni (1941–1971), italienischer Automobilrennfahrer
- Salvati, Paolo (1939–2014), italienischer Maler
- Salvati, Sergio (* 1938), italienischer Kameramann
- Salvati, Simone (* 1973), italienischer Snowboarder
- Salvatierra, Agustín (* 1970), chilenischer Fußballspieler
- Salvatini, Mafalda (1886–1971), italienische Opernsängerin (Sopran)
- Salvato, Cristian (* 1971), italienischer Radrennfahrer
- Salvato, Laura Jane (* 1963), US-amerikanische Schauspielerin
- Salvator von Horta (1520–1567), Heiliger der römisch-katholischen Kirche
- Salvatore, Gaston (1941–2015), deutschsprachiger Schriftsteller und Dramatiker chilenischer Herkunft
- Salvatore, Giovanni, italienischer Organist und Komponist
- Salvatore, Jack junior (* 1989), US-amerikanischer Schauspieler
- Salvatore, Marco (* 1986), österreichischer Fußballspieler
- Salvatore, R. A. (* 1959), US-amerikanischer Autor verschiedener Fantasy-Buch-SerienR. A. Salvatore (* 1959)

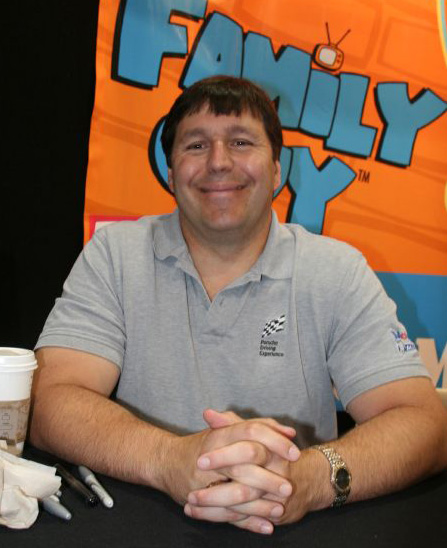
R. A. Salvatore (* 1959)

- Salvatores, Gabriele (* 1950), italienischer Filmregisseur
- Salvatori, Fausto (1870–1929), italienischer Schriftsteller und Librettist
- Salvatori, Grazia (* 1941), italienische Komponistin und Organistin
- Salvatori, Ilaria (* 1979), italienische Florettfechterin und Olympiasiegerin
- Salvatori, Lynn (* 1954), US-amerikanische Stuntfrau und Stuntkoordinatorin
- Salvatori, Renato (1933–1988), italienischer Schauspieler
- Salvatori, Tony (* 1935), US-amerikanischer Jazzmusiker
- Salvayre, Gaston (1847–1916), französischer Komponist
- Salvayre, Lydie (* 1948), französische Medizinerin und Schriftstellerin

### Salve
- Salvé, Edgard (* 1946), belgischer Mittel- und Langstreckenläufer
- Salvemini, Gaetano (1873–1957), italienischer Politiker, Mitglied der Camera dei deputati, Historiker und Publizist
- Salvemini, Gaetano (1942–2024), italienischer Fußballspieler und -trainer
- Salvendi, Adolf (1837–1914), deutscher Rabbiner
- Salvendy, Frieda (1887–1965), österreichische Malerin und Grafikerin
- Salvenmoser, Daniel (* 1988), österreichischer Biathlet
- Salvenmoser, Ingrid (* 1967), österreichische SkirennläuferinIngrid Salvenmoser (* 1967)

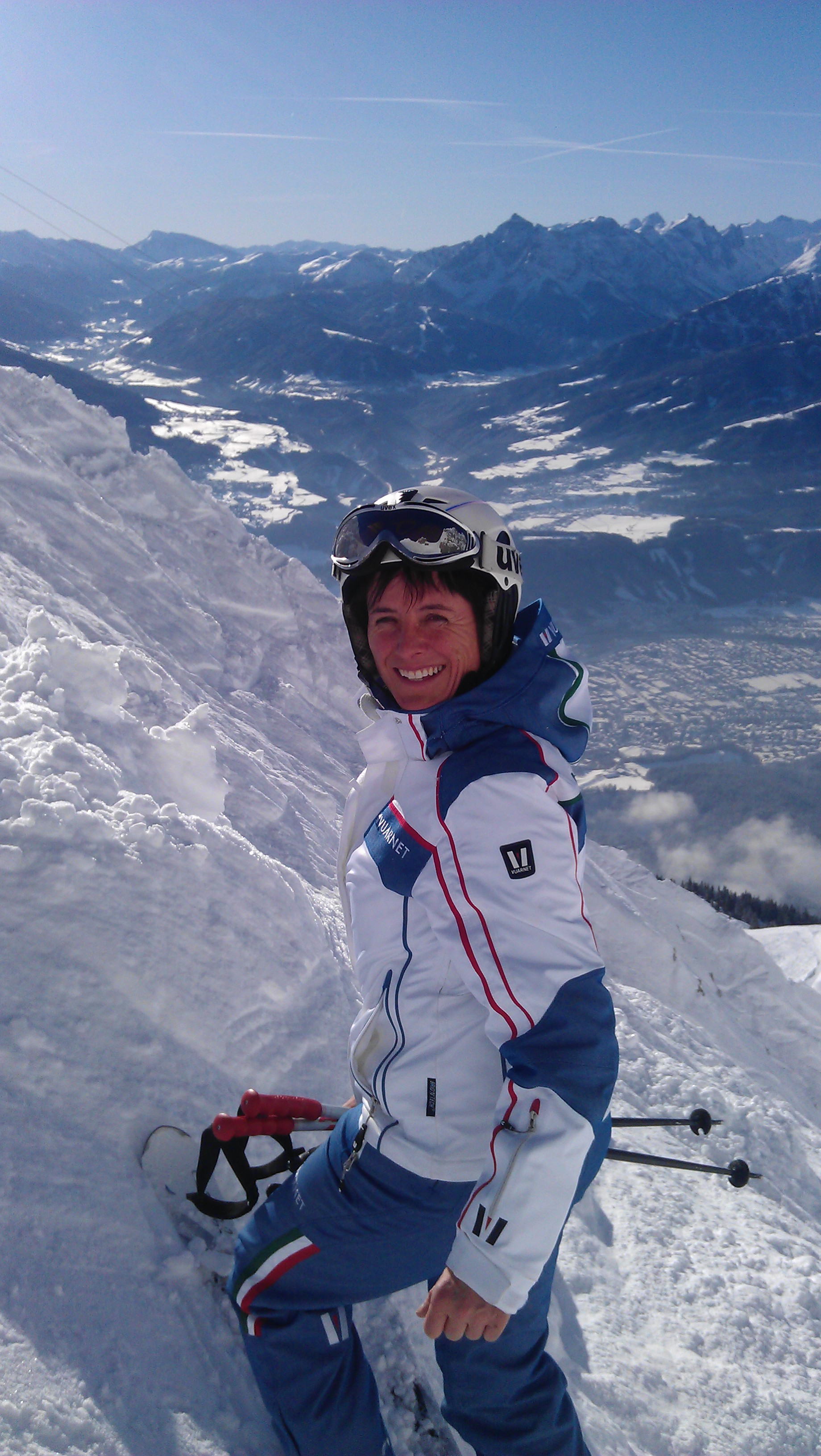
Ingrid Salvenmoser (* 1967)

- Salvenmoser, Joseph (* 1965), österreichischer Glasbläser, Designer und Leistungssportler
- Salvenmoser, Pepi (1926–2016), österreichischer Skirennläufer und Trainer
- Salvequart, Vera (1919–1947), deutsche Krankenschwester, Häftlingspersonal des KZ Ravensbrück
- Salver, Jan-Hendrik (* 1969), deutscher Fußballschiedsrichter
- Salver, Johann (1670–1738), Hof- und Universitätskupferstecher in Würzburg
- Salver, Johann Octavian (1732–1788), deutscher Genealoge
- Salverda de Grave, Jean-Jacques (1863–1947), niederländischer Romanist, Provenzalist und Mediävist
- Salvérius, Louis (1935–1972), belgischer Comiczeichner
- Salverson Goodman, Laura (1890–1970), kanadische Schriftstellerin englischer Sprache
- Salvesen, Anton (1927–1994), norwegischer Rennrodler
- Salvesen, Jens (1883–1976), norwegischer Segler
- Salvetat, Adrien (1910–1987), französischer Politiker, Mitglied der Nationalversammlung
- Salvetat, Maryline (* 1974), französische Radrennfahrerin
- Salvetti, Yannick (* 1980), französischer Beachvolleyballspieler

### Salvi
- Salvi, Angela (* 1988), kanadische Biathletin
- Salvi, Antonio (1664–1724), italienischer Librettist
- Salvi, Dario (* 1975), italienischer Dirigent
- Salvi, Emimmo (* 1926), italienischer Filmschaffender
- Salvi, Jonathan (* 1993), Schweizer Jazzmusiker (Perkussion, Vibraphon, Komposition)
- Salvi, Marco (* 1954), italienischer römisch-katholischer Geistlicher und Bischof von Civita Castellana
- Salvi, Matteo (1816–1887), italienischer Komponist und Dirigent
- Salvi, Mirko (* 1994), Schweizer Fußballspieler
- Salvi, Nicola (1697–1751), italienischer Architekt
- Salvi, Paolo (1891–1945), italienischer Turner
- Salvi, Pierre (* 1948), französischer Skilangläufer
- Salvi, Pierre (* 1957), Schweizer Politiker (SP)
- Salvi, Serge François (1928–2012), Schweizer Diplomat
- Salvi, Simone Lorenzo (1879–1964), italienischer römisch-katholischer Ordensgeistlicher, Bischof und Abt der Territorialabtei Subiaco
- Salvi, Victor (1920–2015), US-amerikanischer Harfenist, Harfenbauer und Unternehmer
- Salvià, Oriol (* 1975), spanischer Squashspieler
- Salvia, Rafael J. (1915–1976), spanischer Filmregisseur und Drehbuchautor
- Salvian von Marseille, Kirchenvater und Historiker
- Salvian, Dave (* 1955), kanadischer Eishockeyspieler
- Salviati, Alexander von (1827–1881), preußischer Generalleutnant
- Salviati, Antonio (1816–1890), italienischer Industrieller
- Salviati, Antonmaria (1537–1602), italienischer Kardinal der Römischen Kirche
- Salviati, Bernardo (1508–1568), Kardinal der römisch-katholischen Kirche
- Salviati, Cassandra, französisch-italienische jugendliche Muse von Ronsard
- Salviati, Filippo (1583–1614), florentinischer Wissenschaftler
- Salviati, Francesco (1443–1478), Erzbischof von Pisa und Pazzi-Verschwörer
- Salviati, Francesco (1510–1563), italienischer Maler und Zeichner
- Salviati, Gabriele (1910–1987), italienischer Leichtathlet
- Salviati, Giovanni (1490–1553), italienischer Kardinal der Römischen Kirche
- Salviati, Gregorio Antonio Maria (1727–1794), Kardinal der Römischen Kirche
- Salviati, Hans-Viktor von (1897–1945), deutscher Rennreiter, Offizier, SS-Führer und Widerstandskämpfer gegen den Nationalsozialismus
- Salviati, Leonardo (1540–1589), italienischer Humanist, Romanist, Grammatiker und Lexikograf
- Salviati, Maria (1499–1543), Mutter von Cosimo I., Großherzog der ToskanaMaria Salviati (1499–1543)

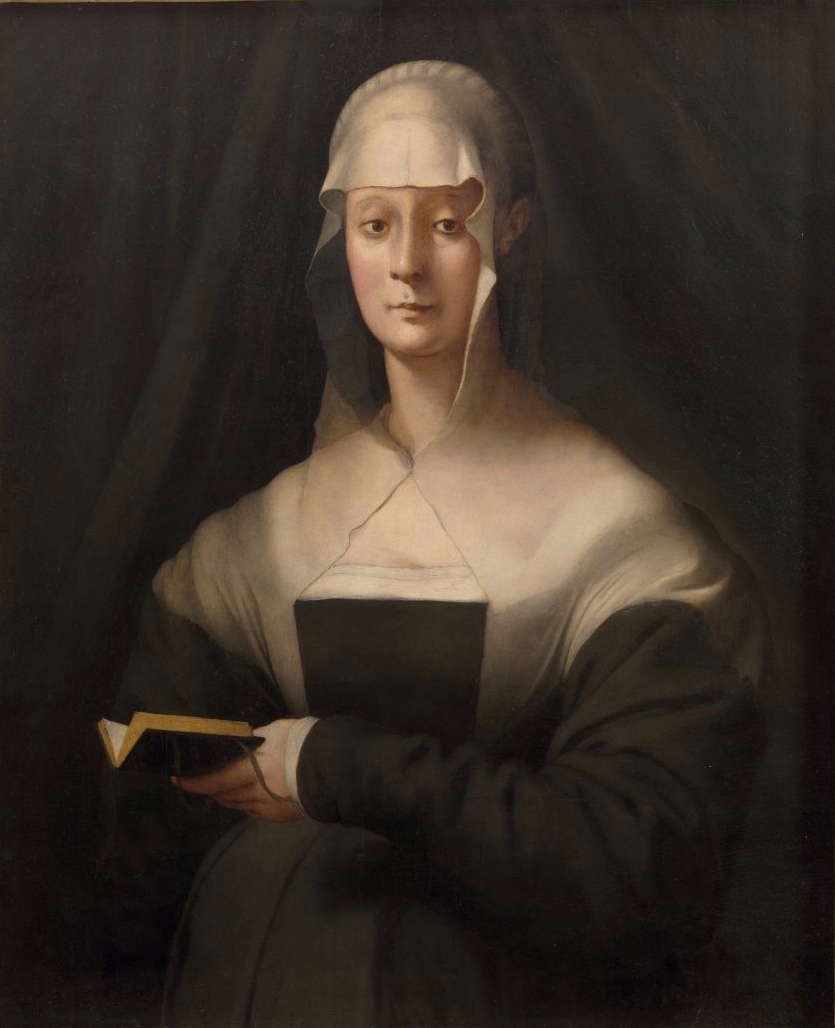
Maria Salviati (1499–1543)

- Salviati, Peter Heinrich August von (1786–1856), deutscher Diplomat
- Salvidenus Asprenas, Marcus, römischer Statthalter
- Salvidenus Proculus, Marcus, römischer Statthalter
- Salvidienus Rufus Salvianus, Lucius, römischer Suffektkonsul (52)
- Salvidienus Rufus Salvius, Quintus († 40 v. Chr.), römischer Politiker und Heerführer
- Salvin, Anthony (1799–1881), englischer Architekt
- Salvin, Osbert (1835–1898), englischer Naturforscher
- Salvini, Antonio Maria (1653–1729), italienischer Philologe
- Salvini, Gian Paolo (1936–2021), italienischer Jesuit und Publizist
- Salvini, Matteo (* 1973), italienischer Politiker (Lega), MdEPMatteo Salvini (* 1973)

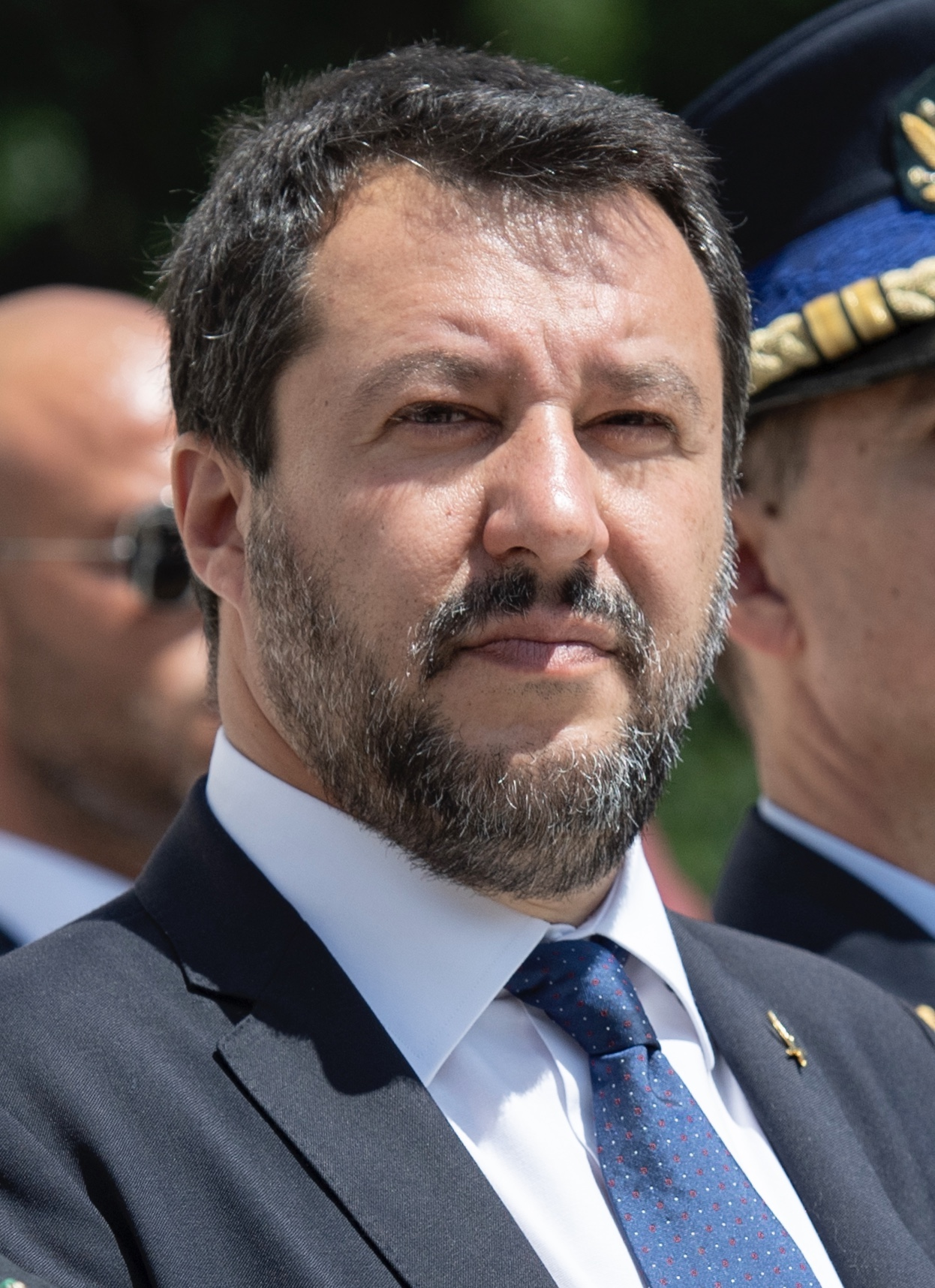
Matteo Salvini (* 1973)

- Salvini, Rudy (1925–2011), US-amerikanischer Jazztrompeter, Bandleader und Musikpädagoge
- Salvini, Salvino (1824–1899), italienischer Bildhauer und bildender Künstler
- Salvini, Tommaso (1829–1915), italienischer Schauspieler
- Salvini-Plawen, Luitfried (1939–2014), österreichischer Malakologe
- Salvio, Alessandro, italienischer Schachspieler
- Salvio, Eduardo (* 1990), argentinischer Fußballspieler
- Salvioli, Carlo (1848–1930), italienischer Schachspieler
- Salvioli, Fabián (* 1963), argentinischer Jurist und Menschenrechtsexperte
- Salvioni, Carlo (1858–1920), Schweizer Romanist und Dialektologe
- Salvioni, Giorgio († 1994), italienischer Drehbuchautor und Filmproduzent
- Salvioni, Sergio (1927–2017), Schweizer Rechtsanwalt, Politiker (FDP), Tessiner Grossrat, Nationalrat und Ständerat
- Salvis, Sonja (1941–1994), Schweizer Sängerin
- Salvisberg, André (* 1965), Schweizer Historiker
- Salvisberg, Andrea (* 1989), Schweizer Triathlet
- Salvisberg, Florin (* 1990), Schweizer Triathlet
- Salvisberg, Friedrich (1820–1903), Schweizer Architekt
- Salvisberg, Lukas (* 1987), Schweizer Triathlet
- Salvisberg, Otto Rudolf (1882–1940), Schweizer ArchitektOtto Rudolf Salvisberg (1882–1940)

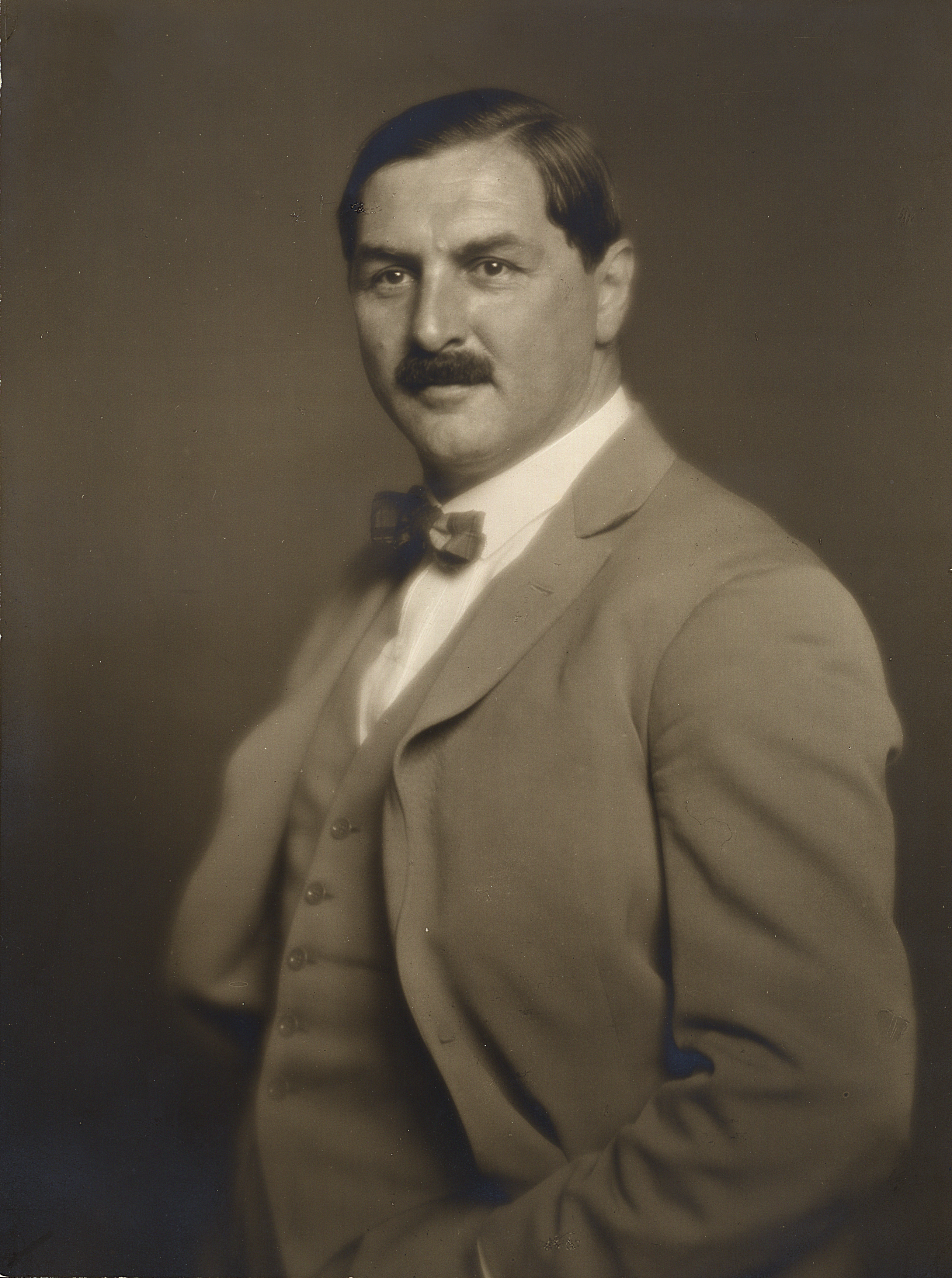
Otto Rudolf Salvisberg (1882–1940)

- Salvisberg, Paul (1855–1925), Schweizer Kunsthistoriker, Verleger und Autor
- Salvius, römischer Sklavenführer
- Salvius Aper, Publius, römischer Prätorianerpräfekt
- Salvius Capito, Gaius, römischer Suffektkonsul (148)
- Salvius Iulianus, Publius († 182), römischer Konsul 175
- Salvius Iulianus, Publius, römischer Politiker und Jurist
- Salvius Liberalis Nonius Bassus, Gaius, römischer Suffektkonsul (vermutlich 85)
- Salvius Otho Cocceianus, Lucius, römischer Suffektkonsul 82
- Salvius Otho Titianus, Lucius, römischer Konsul 52 und Suffektkonsul 69
- Salvius Otho, Lucius, römischer Politiker
- Salvius Rufinus Minicius Opimianus, Titus, römischer Suffektkonsul (123)
- Salvius, Johan Adler (1590–1652), schwedischer Freiherr, Reichsrat und Diplomat

### Salvo
- Salvo (1947–2015), italienischer Maler und Konzeptkünstler
- Salvo (* 1952), Schweizer Musiker und Entertainer
- Salvo d’Antonio, italienischer Maler
- Salvo González, Ellenie (* 1979), deutsche SchauspielerinEllenie Salvo González (* 1979)

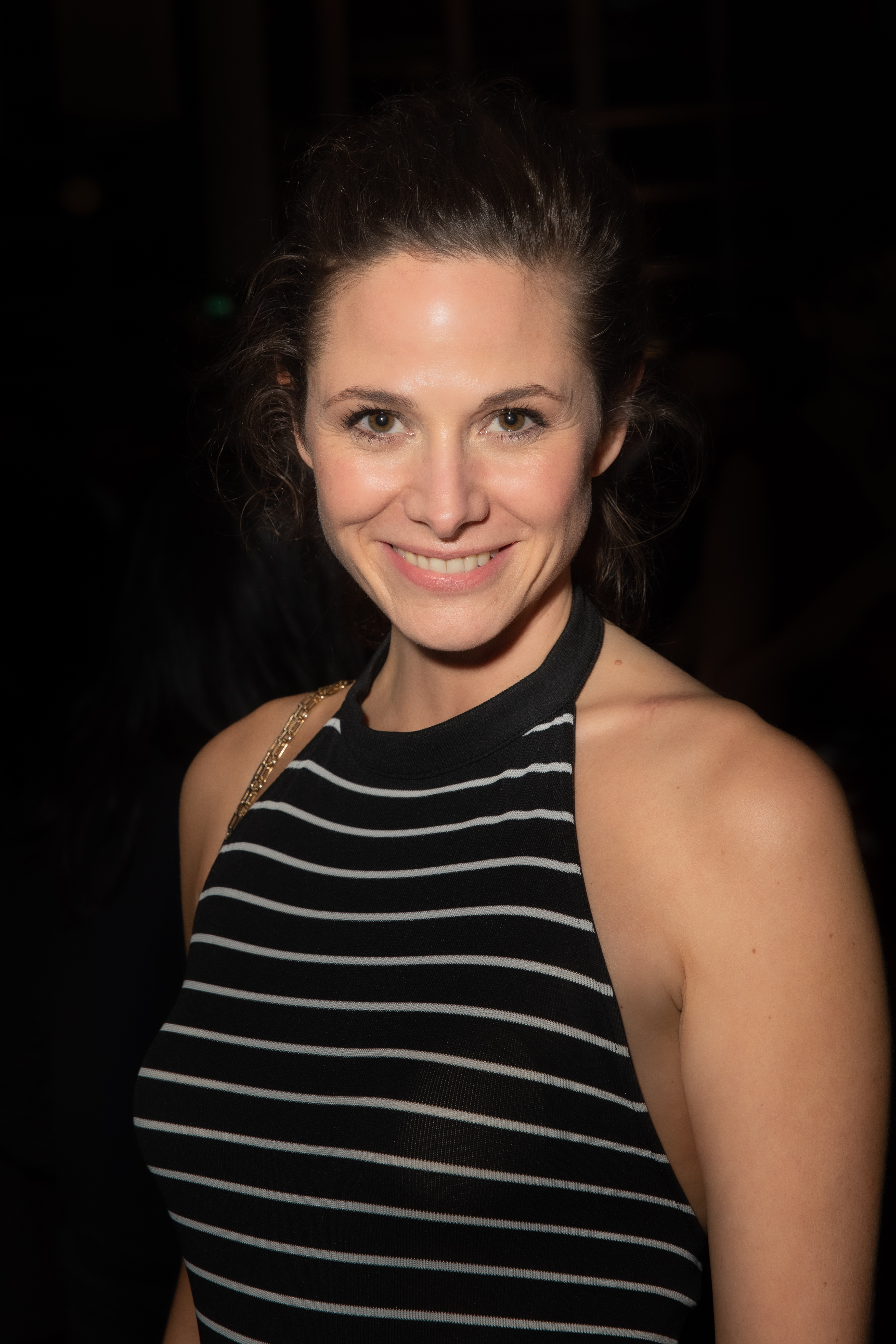
Ellenie Salvo González (* 1979)

- Salvo, Antonio (1929–1986), italienischer Geschäftsmann und Mafiaboss
- Salvo, Ken (1947–2021), US-amerikanischer Jazzmusiker (Banjo, Gitarre)
- Salvo, Sofia (* 1994), argentinische Jazz- und Improvisationsmusikerin (Saxophon)
- Salvochea, Fermín (1842–1907), spanischer Anarchist und Bürgermeister von Cadiz
- Salvotti, Antonio (1789–1866), österreichischer Richter

### Salvu
- Salvucci, Sandro (* 1965), italienischer Geistlicher, römisch-katholischer Erzbischof von Pesaro und Urbino-Urbania-Sant’Angelo in Vado

### Salvy
- Salvy, Jean (1932–2016), französisch-kanadischer Drehbuchautor und Regisseur